# مرتفعات ويذرنج (فلم)
مرتفعات ويذرنج  (بالإنجليزية: Wuthering Heights) هو فيلم دراما تم إنتاجه في الولايات المتحدة وصدر في سنة 1939. الفيلم من إخراج وليام يلر.

## طاقم التمثيل
- لورنس أوليفيه
- ديفيد نيفن

### ترشيحات وجوائز
| السنة | الحدث  | الفئة              | النتيجة |
| ----- | ------ | ------------------ | ------- |
|       | أوسكار | أفضل تصوير سينمائي | فوز     |

## الميزانية والإيرادات
حقق أرباحا تقدر بـ 624,643 (1989 re-issue) دولار.

## وصلات خارجية
- مقالات تستعمل روابط فنية بلا صلة مع ويكي بيانات

1. ↑  "معلومات عن مرتفعات ويذرنج (فيلم) على موقع omdb.org". omdb.org. مؤرشف من الأصل في 2019-12-13. {{استشهاد ويب}}: |archive-date= / |archive-url= timestamp mismatch (مساعدة)
2. ↑  "معلومات عن مرتفعات ويذرنج (فيلم) على موقع tvguide.com". tvguide.com. مؤرشف من الأصل في 2019-12-13.
3. ↑  "معلومات عن مرتفعات ويذرنج (فيلم) على موقع elfilm.com". elfilm.com.[وصلة مكسورة]